# Vigor Lamezia Calcio 2011-2012
Questa pagina raccoglie le informazioni riguardanti la Vigor Lamezia Calcio nelle competizioni ufficiali della stagione 2011-2012.

## Rosa
| N. |                   | Ruolo | Calciatore              |
| -- | ----------------- | ----- | ----------------------- |
|    | Italia (bandiera) | D     | Oronzo Bonasia          |
|    | Italia (bandiera) | P     | Enrico Calderoni        |
|    | Italia (bandiera) | D     | Marco Cane              |
|    | Italia (bandiera) | A     | Giovanbattista Catalano |
|    | Italia (bandiera) | C     | Carmine Cerchia         |
|    | Italia (bandiera) | A     | Fabio De Luca           |
|    | Italia (bandiera) | A     | Mario Erbini            |
|    | Italia (bandiera) | P     | Francesco Forte         |
|    | Italia (bandiera) | D     | Gabriele Franchino      |
|    | Italia (bandiera) | D     | Filippo Gattari         |
|    | Italia (bandiera) | C     | Giovanni Giuffrida      |
|    | Italia (bandiera) | A     | Riccardo Lattanzio      |

| N. |                   | Ruolo | Calciatore            |
| -- | ----------------- | ----- | --------------------- |
|    | Italia (bandiera) | A     | Matteo Mancosu        |
|    | Italia (bandiera) | C     | Benedetto Mangiapane  |
|    | Italia (bandiera) | D     | Domenico Marchetti    |
|    | Italia (bandiera) | C     | Luigi Martino         |
|    | Italia (bandiera) | D     | Paolino Mercurio      |
|    | Italia (bandiera) | C     | Alessandro Pirelli    |
|    | Italia (bandiera) | C     | Andrea Pristerà       |
|    | Italia (bandiera) | A     | Niccolò Romero        |
|    | Italia (bandiera) | C     | Gianfranco Rondinelli |
|    | Italia (bandiera) | A     | Jacopo Sbravati       |
|    | Italia (bandiera) | D     | Antonio Sinicopri     |
|    | Italia (bandiera) | C     | Alessandro Visone     |